# David Macaire
David Thomas Daniel Macaire, OP (* 20. října 1969, Nanterre) je martinický římskokatolický kněz dominikánského řádu a od 7. března 2015 arcibiskup v Saint-Pierre a Fort-de-France na francouzském Martiniku.